# The Bothy Band
The Bothy Band — ирландская группа, изначально активная в середине 1970-х годов. Они быстро приобрели репутацию одной из самых влиятельных групп, играющих ирландскую традиционную музыку. Их энтузиазм и музыкальная виртуозность оказали значительное влияние на движение ирландской традиционной музыки.

## История
The Bothy Band была сформирована в 1975 году игроком на бузуки Доналом Ланни после того, как он покинул группу Planxty, чтобы основать собственную звукозаписывающую компанию Mulligan Records. Ланни пригласил волынщика Пэдди Кинана, флейтиста Мэтта Моллоя, скрипача Пэдди Глэкина и аккордеониста Тони Макмахона поучаствовать в проекте для нового лейбла. К этой группе музыкантов вскоре присоединились брат и сестра, которые играли в ирландской традиционной группе Skara Brae: Михеал О Домнэйлл на акустической гитаре и Триона Ни Домнэйлл на клавинете и вокале. Первоначально группа называлась Seachtar (с ирл. — «семь»), но была переименована Михеалом О Домнэйлом после того, как Тони Макмахон покинул группу, чтобы работать продюсером на BBC. Группа The Bothy Band дебютировала 2 февраля 1975 года в Тринити-колледже в Дублине.
В 1975 году The Bothy Band выпустили свой первый одноименный альбом на Mulligan Records (в Ирландии; Green Linnet Records в США; Polydor Records в Великобритании). Описанный RTÉ как «зажигательная смесь ритмов фолк-рока» и «альбом, который меняет правила игры», он закрепил за ними репутацию значимой музыкальной силы в ирландской традиционной музыке. В 1976 году они выпустили свой второй альбом Old Hag You Have Killed Me, который был оценен как «эталон жанра» ирландской музыки и расширил круг их поклонников. В 1977 году они записали свой последний студийный альбом Out of the Wind – Into the Sun. В 1979 году The Bothy Band выпустили концертный альбом After Hours (Live in Paris).
За четыре года совместной работы в составе The Bothy Band играли самые разные скрипачи. На дебютном альбоме группы оригинального скрипача Глэкина заменил донегальский скрипач Томми Пиплс. На втором альбоме Пиплс, в свою очередь, был заменен скрипачом, работавшим под влиянием Слайго, Кевином Берком. Они отыграли свой последний концерт в этом составе на 3-м фестивале Boys of Ballisodare 10 августа 1979 года.

### После распада
После распада группы в 1979 году участники продолжили играть влиятельные музыкальные роли в ирландском традиционном музыкальном движении. Ланни вернулся в Planxty вместе с Моллоем, а позже помог сформировать кельтскую рок-группу Moving Hearts. Ланни продолжил работать в качестве музыкального продюсера и позже присоединился к Энди Ирвину, чтобы сформировать группу Mozaik, выпустив два альбома в 2004 и 2007 годах. После записи двух альбомов с Planxty Моллой присоединился к The Chieftains. После нескольких сольных проектов с О'Домнэйлл, Берк основал Patrick Street с Ирвином и Джеки Дейли (ранее из De Dannan). О'Домнэйлл и Ни'Домнэйлл продолжили формировать Relativity и Nightnoise.
В 1994 году ранее не издававшиеся концертные записи 1970-х годов были выпущены как BBC Radio One – The Bothy Band Live in Concert. Музыка была записана в двух разных местах в разные даты — 15 июля 1976 года в Парижском театре BBC в Лондоне и 24 июля 1978 года в Национальном клубе Килберна. В первых девяти треках с концерта в Парижском театре Питер Браун играет на волынке в качестве замены Пэдди Кинана.
После смерти О'Домнэйлла в июле 2006 года оставшиеся в живых участники группы The Bothy Band собрались вместе на концерте в честь памяти О'Домнэйлла «Ómós- A Gig for Mícheál», который состоялся 24 мая 2007 года на Викар-стрит в Дублине. Все доходы от концерта поступили в Архив ирландской традиционной музыки.
Группа снова воссоединилась в 2023 году, первоначально для телевизионного документального фильма, который привел к полноценному туру по Ирландии в 2024 году. В состав вошли все оставшиеся участники, включая Пэдди Глэкина и Кевина Берка на скрипке, к которым присоединился приглашенный музыкант Шон Ог Грэм на гитаре. Тур в конечном итоге был прерван из-за проблем со здоровьем у Донала Ланни, но группа надеялась перенести концерты на 2025 год.

## Дискография
- The Bothy Band (1975) Track listing at Irishtune
- Old Hag You Have Killed Me (1976) Track listing of 1982 reissue at Irishtune
- Out of the Wind – Into the Sun (1977) Track listing of 1985 reissue at Irishtune
- After Hours (Live in Paris) (1979) Track listing of 1984 reissue at Irishtune
- The Best of the Bothy Band (1980) Track listing of 1988 reissue at Irishtune
- The Bothy Band Live in Concert (1994) Track listing at Irishtune[8]